# بيلي فلين (مغني)
بيلي فلين (بالإنجليزية: Billy Flynn)‏ هو عازف مندولين ومغني وكاتب أغاني أمريكي، ولد في 11 أغسطس 1956 في غرين باي في الولايات المتحدة.

## وصلات خارجية
- الموقع الرسمي